# Bernardia
Bernardia är ett släkte av törelväxter. Bernardia ingår i familjen törelväxter.

## Dottertaxa tillBernardia, i alfabetisk ordning[1]
- Bernardia alarici
- Bernardia albida
- Bernardia amazonica
- Bernardia argentinensis
- Bernardia asplundii
- Bernardia axillaris
- Bernardia brevipes
- Bernardia caperoniifolia
- Bernardia celastrinea
- Bernardia chiangii
- Bernardia chiapensis
- Bernardia chinantlensis
- Bernardia colombiana
- Bernardia confertifolia
- Bernardia corensis
- Bernardia crassifolia
- Bernardia dichotoma
- Bernardia dodecandra
- Bernardia flexuosa
- Bernardia fonsecae
- Bernardia fruticulosa
- Bernardia gambosa
- Bernardia gardneri
- Bernardia geniculata
- Bernardia gentryana
- Bernardia hagelundii
- Bernardia hassleriana
- Bernardia heteropilosa
- Bernardia hirsutissima
- Bernardia jacquiniana
- Bernardia kochii
- Bernardia lagunensis
- Bernardia lanceifolia
- Bernardia laurentii
- Bernardia leptostachys
- Bernardia longipedunculata
- Bernardia macrocarpa
- Bernardia macrophylla
- Bernardia mayana
- Bernardia mazatlana
- Bernardia mcvaughii
- Bernardia mexicana
- Bernardia micrantha
- Bernardia mollis
- Bernardia multicaulis
- Bernardia myricifolia
- Bernardia nicaraguensis
- Bernardia oblanceolata
- Bernardia obovata
- Bernardia odonellii
- Bernardia ovalifolia
- Bernardia ovata
- Bernardia paraguariensis
- Bernardia polymorpha
- Bernardia pooleae
- Bernardia pulchella
- Bernardia rzedowskii
- Bernardia santanae
- Bernardia scabra
- Bernardia sellowii
- Bernardia sidoides
- Bernardia similis
- Bernardia simplex
- Bernardia spartioides
- Bernardia spongiosa
- Bernardia tamanduana
- Bernardia tenuifolia
- Bernardia trelawniensis
- Bernardia valdesii
- Bernardia venezuelana
- Bernardia wilburii
- Bernardia viridis
- Bernardia yucatanensis